# École méthodique (histoire)

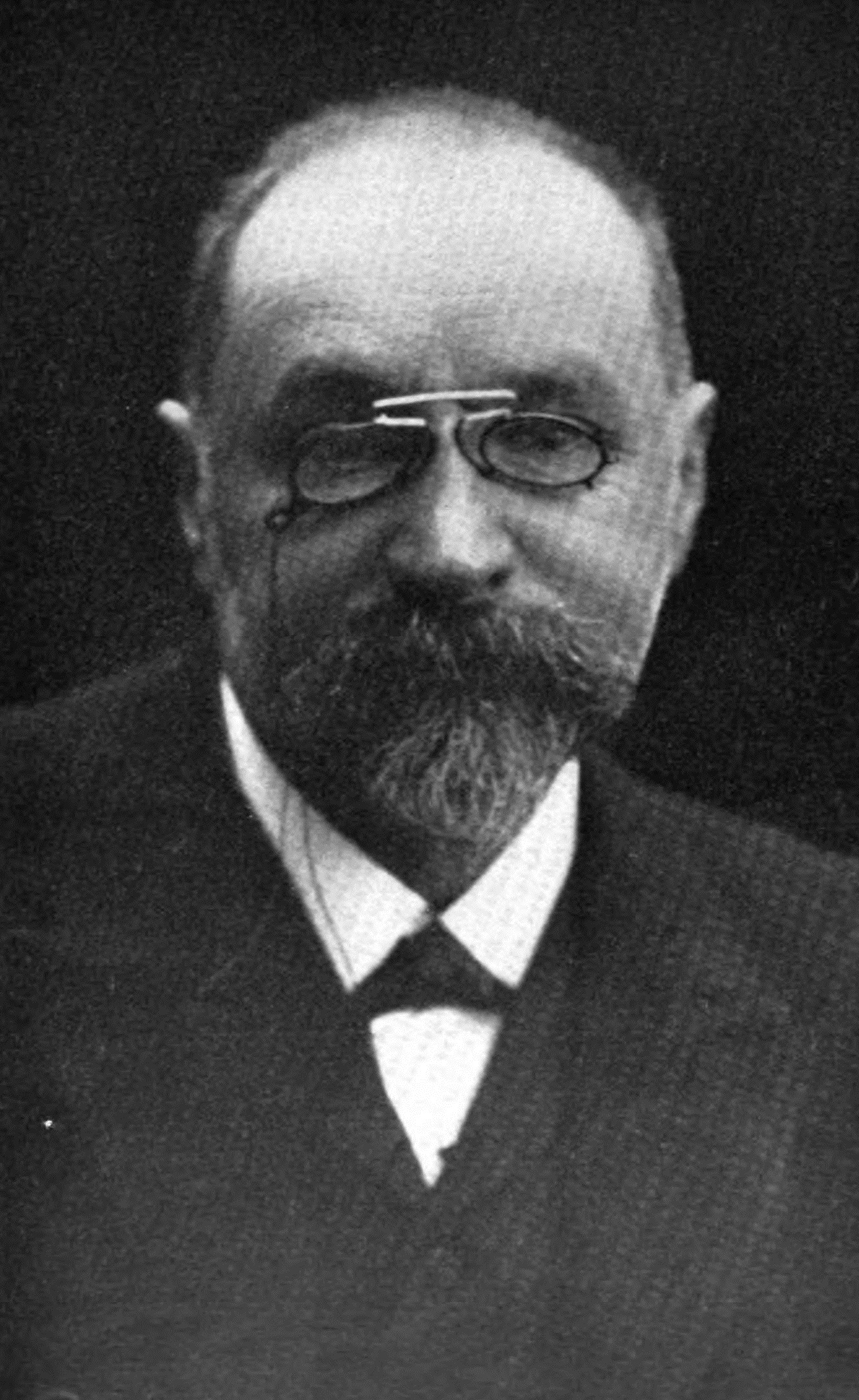
Charles Seignobos, l'une des figures de l'École méthodique, vers 1909.

L’École méthodique est un courant historique de la fin du XIXe siècle, lié à la Revue historique

et à Gabriel Monod.
L'école historique, que l'on dit méthodique (ou plus abusivement positiviste) apparaît et se prolonge pendant la période de la Troisième République en France. Ses principes majeurs sont exposés dans deux textes : Le manifeste, co-écrit par Gabriel Monod et Gustave Fagniez pour lancer la Revue historique en 1876 et l'Introduction aux études historiques de Charles-Victor Langlois et Charles Seignobos, qui fut l'ouvrage de référence de l'école méthodique.

## Une école inspirée du modèle allemand
À partir des années 1860, le ministère envoie, sous l’impulsion de Victor Duruy, des enquêteurs dans les universités allemandes pour comprendre leur modèle. Ce qui frappe les Français de visite en Allemagne, c'est le rayonnement de plusieurs universités allemandes, à l'instar de l'université Humboldt de Berlin, alors qu'en France le poids de la Sorbonne est écrasant et n'apporte guère d'innovations.
Au lendemain de la guerre franco-allemande de 1870, un « jeu de miroir » s'installe avec l'Allemagne, lorsque la supériorité du système éducatif allemand devient l'une des raisons de la défaite. Dans les années 1870 commence la « crise allemande de la pensée française ». Cette expression résume le complexe d’infériorité que les Français éprouvent face aux Allemands depuis le début du XIXe siècle, qui est principalement dû à la montée en puissance de la Prusse puis de l’Allemagne dans les domaines politiques, économiques et intellectuels. Ces derniers se sont dotés très tôt d’un système d’enseignement très efficace, où les universitaires et les étudiants germaniques sont en quête de savoir perpétuels et de mobilités et où les historiens se professionnalisent. Seignobos et Lavisse pensent que le modèle allemand est meilleur que le modèle français, ce qui les incite à reformer le système d’enseignement car pour Lavisse : « Nous ne nous interdisons pas l'ambition de faire mieux que nos voisins ».
C'est Bourdeau qui, dans L'Histoire et les historiens, publié en 1888 fera une critique sur l'école méthodique. Pour lui, cette dernière s'inspire du positivisme d'Auguste Comte, c'est-à-dire que l'historien doit étudier toutes les facettes de l'histoire. Il s'inspire également des historiens allemands comme Leopold von Ranke, qui impose quatre règles méthodologiques :
- L'historien ne doit ni juger ni interpréter le passé, mais en rendre compte de manière exacte ;
- Il doit y avoir une séparation totale entre l'historien et le fait historique ;
- L'histoire existe en elle-même et on peut donc arriver à une histoire exacte ;
- La tâche de l'historien est de trouver et rassembler les faits vérifiés afin de constituer une histoire qui s'organisera d'elle-même.

Cependant, cet idéal positiviste de l'histoire demandé par Bourdeau est peu suivi puisque dans un tel cas, l'histoire est vue comme un objet que l'on ne peut ni interpréter ni analyser, ce qui fait que les historiens sont obligés de se concentrer sur des faits événementiels.

## Méthodes historiques
Dans le guide Introduction aux études historiques destiné aux étudiants, Langlois et Seignobos définissent les règles applicables à la discipline. L'histoire n'est que « la mise en œuvre de documents ». L’école méthodique veut imposer une recherche scientifique écartant toute spéculation philosophique et visant à l'objectivité absolue dans le domaine de l'histoire. Elle pense parvenir à l'objectivité en appliquant des techniques rigoureuses concernant l'inventaire des sources (qui sont la base du travail de l’historien) en les traitant rigoureusement et en faisant une critique objective des documents.
Pour les méthodiques, l’histoire ne peut pas être une vraie science, ce qui marque une rupture avec les scientistes. Ils sont conscients du fait que l’histoire est une « connaissance par traces », qui renvoie à l’idée que les historiens ne peuvent avoir de rapports directs avec les faits qu’ils étudient en raison de la diachronie. Le travail de l’historien est de décortiquer le caractère subjectif du document et de comprendre ce qui se situe entre lui et le fait. Ce travail de déconstruction est appelé « travail critique » par les méthodiques, qui se décompose en deux étapes :
- la critique externe[8],
- la critique interne[9].

## LaRevue historique
La Revue historique est une revue d’histoire française créée en 1876 par le protestant Gabriel Monod et le catholique Gustave Fagniez. Cette nouvelle revue s'inscrit en réaction contre la Revue des questions historiques créée dix ans plus tôt et qui traduisait la pensée d'une droite ultramontaine et légitimiste.